# Гера Барберини
Гера Барберини (Юнона Барберини) — античная мраморная статуя II века, римская копия греческого оригинала. Статуя, обнаруженная в XVI веке на Виминальском холме и названная в честь своего первого владельца, кардинала Барберини, в настоящее время выставлена в ватиканском музее Пия-Климента.

## Описание

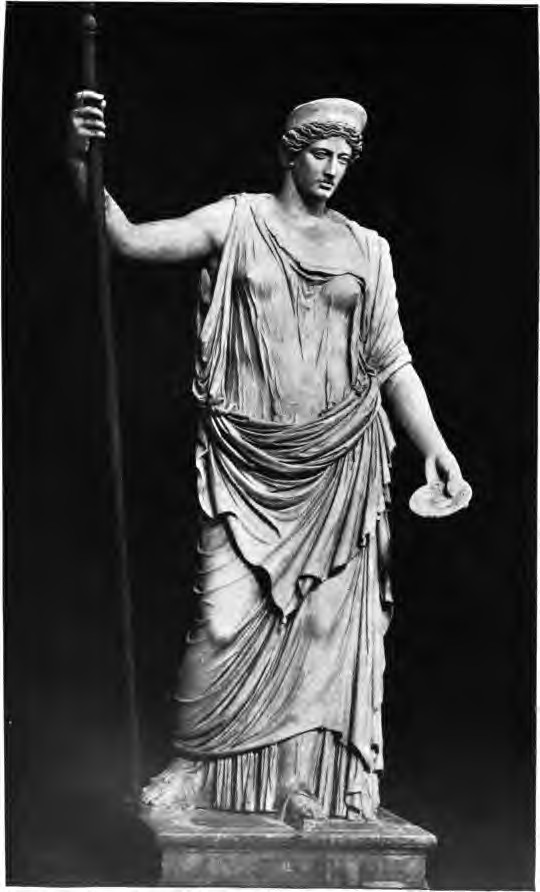
Фотография Геры Барберини в каталоге 1911 года

Мраморная женская статуя была найдена в процессе раскопок на Виминальском холме близ места, где располагались Олимпийские термы, а позже стояла церковь Святого Лаврентия на Панисперна. После находки она долгое время находилась в коллекции князей Барберини, и до настоящего времени известна как «Гера (или Юнона) Барберини». Позже статуя оказалась в папской коллекции и в настоящее время выставлена в Круглом зале музея Пия-Климента.
Высота статуи — 2,97 м. Она была найдена хорошо сохранившейся, понадобилось восстановить только правую руку и нос. Сама статуя изначально была составлена из нескольких кусков мрамора, в частности отдельные куски использовались для левой ступни и части груди. Такая принятая в античности техника позволяла изготовлять скульптуры при меньших тратах на материал.
Статуя представляет собой изображение женщины в тонком хитоне (позволяющем просвечивать контурам тела и обнажающем кожу над левой грудью), ниспадающем сложными складками плотном гиматии, который скреплён на правом плече и левом бедре, и невысоком венце. В правой руке статуя держит жезл. Женщина сильно наклонена вперёд, указывая на то, что изначально статуя была установлена на возвышении.
У изображённой женщины пышные формы, сходные с формами статуй Афродиты (сходство усугубляется смело обнажающим плечо хитоном), и царственная осанка, но её голова не поднята горделиво, а склонена, вероятно, демонстрируя благосклонность к верующим. Увенчанные диадемой волнистые волосы разделены посредине пробором и убраны назад. Выражение лица строгое, серьёзное, но милостивое. Тяжесть тела, совершающего небольшой шаг вперёд, приходится на левую ногу, правая отведена назад. В отличие от статуй эпохи Фидия, изображавшихся в сандалиях на толстых подошвах, ноги Геры Барберини не обуты.

## Идентификация
На протяжении длительного времени скульптура, датируемая II веком, считалась изображением Геры (или Юноны), что отразилось в её названии. В этом качестве она рассматривалась как римская копия древнегреческой работы одного из известных мастеров — самого Праксителя (знаменитая статуя Геры, стоявшая в храме Платей) или ученика Фидия Агоракрита, работавшего во второй половине V в. до н. э.. Сходство со статуями Афродиты работы Алкамена также означает возможность, что греческий оригинал был создан во второй половине V в. до н. э. Однако сайт Пушкинского музея, где хранится слепок Геры Барберини, указывает, что техника, в которой исполнена скульптура, является более поздней, возникающей в греческом искусстве в эпоху Каллимаха и в IV в. до н. э.
Позже в специальной литературе, посвящённой античному скульптурному наследию, также была озвучена теория, согласно которой хранящаяся в музее Пия-Климента статую на самом деле представляет не Геру, а Деметру (Цереру). В качестве аргумента указывается на её сходство с Церерой из галереи Браччо-Нуово.